# Данин (уезд)
Дани́н (кит. упр. 大宁, пиньинь Dàníng) — уезд городского округа Линьфэнь провинции Шаньси (КНР).

## История
При империи Северная Вэй был образован уезд Цзинцзюнь (京军县). В 497 году уезд Цзинцзюнь был переименован в Учэн (五城县). При империи Северная Чжоу в 561 году из уезда Учэн был выделен уезд Данин (大宁县). При империи Суй в 606 году он был присоединён к уезду Учэн (仵城县), но при империи Тан в 619 году воссоздан. В том же году из него были выделены уезды Даи (大义县) и Байлун (白龙县), но в 627 году они были расформированы. При империи Юань в 1266 году уезд Данин был присоединён к уезду Сичуань (隰川县), но в 1286 году был воссоздан.
В 1949 году был создан Специальный район Линьфэнь (临汾专区), и уезд вошёл в его состав. В 1954 году Специальный район Линьфэнь был объединён со Специальным районом Юньчэн (运城专区) в Специальный район Цзиньнань (晋南专区). В 1958 году уезд Данин был присоединён к уезду Синин, но в 1961 году воссоздан. В 1970 году Специальный район Цзиньнань был расформирован, а вместо него образованы Округ Линьфэнь (临汾地区) и Округ Юньчэн (运城地区); уезд вошёл в состав округа Линьфэнь.
В 2000 году постановлением Госсовета КНР округ Линьфэнь был преобразован в городской округ Линьфэнь.

## Административное деление
Уезд делится на 2 посёлка и 4 волости.

## Экономика
Развиты добыча угля и метана (PetroChina Coalbed Methane). 